# 益田裕充
益田 裕充（ますだ ひろみつ、1964年11月 - ）は、日本の教育学者。
群馬大学教育学部教授。群馬大学大学院教育学研究科教授。

## 来歴・人物
埼玉県に生まれる。1988年4月 埼玉県公立中学校教諭。1997年3月 上越教育大学大学院学校教育研究科修了（教育学修士）。
2005年4月 埼玉県深谷市教育委員会事務局学校教育課課長補佐兼指導主事。
2008年3月 兵庫教育大学大学院連合学校教育学研究科論文提出（学校教育学博士）。
2008年4月 群馬大学教育学部准教授。2008年4月 群馬大学大学院教育学研究科准教授。
2012年4月 群馬大学教育学部教授。2012年4月 群馬大学大学院教育学研究科教授。
現在は群馬大学教育学部教授、同大学院教育学研究科教授として学生・大学院生に指導を行っている。専門は授業デザイン論。

## 兼任講師・非常勤講師等
- 前橋工科大学非常勤講師（2012年 -「視聴覚教育と教育工学」）
- 明治大学兼任講師（2013年 -「授業デザイン論」）
- 大東文化大学非常勤講師（2013年 -「教育課程論」）

## 社会的活動
- 教育課程実施状況調査問題作成分析委員　文部科学省
- 個に応じた指導に関する指導資料作成協力者　文部科学省
- TIMSS211国内専門委員 文部科学省/国立教育政策研究所
- 理科の指導力の向上に向けた教員養成に関する研究委員 文部科学省/国立教育政策研究所

## 専門分野
- 理科教育学（授業デザイン論）、科学教育、教師教育、教育課程論、教育工学　等
- 学位論文 （学校教育学博士） 中学生の科学的な概念の深化・拡大に関する研究 兵庫教育大学連合大学院学校教育学研究科 2008.3

## 著書

### 単著・編著
- 『確かな学力を育む理科教育の責任－「わかる」授業の構想から実践まで－』東洋館出版社（益田裕充 単著、2003年10月）
- 『CD-ROM版中学校理科教育実践講座ACIES第5巻』ニチブン（益田裕充 編著、2003年11月）
- 『理科授業の理論と実践－子どもの「すごい！」を引き出す手作り授業－』pp.23-76,関東学院大学出版（宮下治・益田裕充共著、2011年9月）
- 『熟達した教師が創る最新理科授業』中学校1年,学校図書（益田裕充 編著、2012年4月）
- 『熟達した教師が創る最新理科授業』中学校2年,学校図書（益田裕充 編著、2012年4月）
- 『熟達した教師が創る最新理科授業』中学校3年,学校図書（益田裕充 編著、2012年4月）
- 『理科指導法の研究-大学生はなぜ4本足のニワトリを描くのか』上毛新聞社,（益田裕充 単著、2012年4月）ほか

### 共著
- 『楽しい理科授業』（明治図書、1999年7月）
- 『学校ビオトープQ&A』（大熊三治・加藤尚裕・益田裕充ほか、2001年3月）
- 『カラーブック理科資料埼玉県版（改訂版）』（東京法令出版、2001年5月）
- 『理科から発信する総合的学習の学力』（高階玲治・益田裕充ほか、明治図書、2001年9月）
- 『中学校理科の絶対評価規準づくり』（三輪洋次・益田裕充ほか、明治図書、2002年6月）
- 『論理を構築する子どもと理科授業』（森本信也・益田裕充ほか、2002年7月）
- 『個に応じた指導に関する指導資料－発展的な学習や補充的な学習の推進－（中学校理科編）』（教育出版株式会社、2002年12月）
- 『平成13年度小中学校教育課程実施状況調査報告書』（2003年5月）
- 『子どもの感性がつくる理科授業』（森本信也・益田裕充ほか、東洋館出版社、2003年8月）
- 『研究授業中学校理科』（江田稔・清原洋一・田代直幸・中村日出夫・益田裕充ほか、明治図書、2004年2月）
- 『楽しい理科授業』（明治図書、2004年10月）
- 『確かな学力を育てる中学校理科授業』（江田稔・益田裕充 編集協力ほか、東洋館出版社、2004年11月）
- 『みんなと学ぶ小学校理科教師用指導書研究編』（学校図書、2005年2月）
- 『中学校新授業への挑戦4理科指導と評価一体化の実際』（佐々木和枝・益田裕充ほか、明治図書、2005年6月）
- 『楽しい理科授業』（明治図書、2008年7月）
- 『中学校新学習指導要領の展開－理科編－』（山際隆編著、明治図書、2009年1月）
- 『小学校理科指導の研究』（森本信也・森藤義孝編著、2009年7月）
- 『理科における思考力を高める授業のあり方』学校教育研究所RISEいんぐ第2号,p16,2010年3月
- 『授業の研究とその協働的な教師の学習』教科研究理科,2010年4月
- 「自己調整学習論からみた学力向上を図る「理科」教科書の活用」『教育時評第23号』財団法人学校教育研究所pp.20-23,2011年4月
- 「理科授業における動機づけと自己調整学習成立の視点-Zimmermanらの「自己調整する力の発達」と「3段階の循環プロセス」の活用-」『群馬大学教科教育研究会編』pp.103-116,2011年5月
- 「仮説形成に重点を置いた新しい教科書と理科の授業改善」pp.98-101『新しい教科書と授業改善』学校教育研究所,2012年2月

その他 多数

## 論文
- (1)益田裕充 (1996)「科学概念形成とその阻害要因に関する研究」上越教育大学理科教育研究室『理科教育研究誌』Vol.8
- (2)益田裕充 (1997)「道徳的判断力を高める資料の作成と指導課程の工夫」日本道徳基礎教育学会『道徳教育研究』第184号
- (3)益田裕充 (1997)「理科教育における支援の在り方：認知的方略の育成をめざす理科学習の在り方－Messing About論に基づく学びの構想－」日本理科教育学会『理科の教育』Vol.46,No12,545号
- (4)益田裕充 (1998)「自己効力感から始まる理科授業－学びを見直す『学びの構想図』作りと協同的学習－」日本理科教育学会『理科の教育』Vol.47,No7,552号
- (5)益田裕充 (2000)「科学的知識構成の指標としてのメタファー研究－学びのはじまりにおける子どもたちの非科学的な表現が意味すること－」日本理科教育学会『理科の教育』Vol.49,No12,581号
- (6)益田裕充ほか(2000)「子どものコミュニケーション活動に見るメタファーとしての科学概念理解の深まり－中学生の分解概念理解を事例として－」日本理科教育学会『理科教育学研究』Vol.41,No2
- (7)益田裕充 (2001)「子どもの学びをコーディネートし学びの文脈を評価する」日本理科教育学会『理科の教育』Vol.50,No12,593号
- (8)益田裕充 (2003)「理科教師の責任－発展的な学習の時間で『…程度にとどめる』の突破を－」日本理科教育学会『理科の教育』Vol.52,No5,610号
- (9)益田裕充 (2004)「教師の記憶が中学生の記憶に与える影響とその記憶要素の実態」日本科学教育学会『科学教育研究』Vol.28,No2
- (10)益田裕充(2004)「学習内容の厳選と指導法の相違が中学生の火成岩概念の形成に与える影響」日本地学教育学会『地学教育』第57巻,第3号（通巻第290号）
- (11)益田裕充(2004)「学びの目標を感得できる教材のあり方についての研究」日本教材学会『教材学研究』Vol.15
- (12)益田裕充(2005)「授業の芯をいかに創るか」日本理科教育学会『理科の教育』Vol.54,No8,637号
- (13)益田裕充(2005)「発展的な学習内容と教材に関する研究－理科授業において扱う進化の内容と教材を事例として－」日本教材学会『教材学研究』Vol.16
- (14)益田裕充ほか(2005)「認知的葛藤を促す教材に関する研究－イカの軟骨とセキツイの理解」日本教材学会『教材学研究』Vol.16
- (15)益田裕充(2005)「協同的な学びの成立に寄与する発展的な学習内容が子どもの科学的概念の形成に及ぼす影響－中学生の水溶液概念の理解を事例として－」日本理科教育学会『理科教育学研究』Vol.46,No1
- (16)益田裕充(2005)「中学生の『分解者による分解』概念形成上の実態と, 土の理解がその形成に与える影響」日本科学教育学会『科学教育研究』Vol.29,No5
- (17)益田裕充(2006)「水蒸気概念の形成を図る教材と指導法の研究－中学校理科「天気とその変化」に着目して－日本教材学会『教材学研究』Vol.17
- (18)益田裕充(2006)「小学校理科地学領域における発展的な学習内容－教科書の記述調査から－」日本地学教育学会『地学教育』第59巻,第3号
- (19)益田裕充(2006)「水流モデルから電流回路を類推する理科授業に関する研究」日本理科教育学会『理科教育学研究』Vol.47,No2
- (20)益田裕充(2007)「葉脈の役割を比喩的に表現し合うコミュニケーション活動に基づくかかわり合い成り立ちの局面の検証」臨床教科教育学会『臨床教科教育学会誌』第7巻,第1号
- (21)益田裕充(2007)「学習指導要領への位置づけの変遷と子どもの空間認識に基づく発展的な学習内容の検討－「月が満ち欠けする理由」をめぐって－」日本科学教育学会『科学教育研究』Vol.31,No.1
- (22)益田裕充(2007)「子どもの直観からはじまる授業における教師の支援に関する研究」臨床教科教育学会『臨床教科教育学会誌』第7巻,第2号
- (23)益田裕充(2007)「学習内容の構造化を図る指導が学習者の概念の深化・拡大に及ぼす影響－化学変化と電気エネルギーをつなぐ自由電子の学びを通して－」日本理科教育学会『理科教育学研究』Vol.48,No2
- (24)益田裕充(2007)「教育行政が導く教育の情報化と理科教育」日本理科教育学会『理科の教育』Vol.56,No12,通巻665号
- (25)益田裕充(2008)「中学生の科学的な概念の深化・拡大に関する研究」兵庫教育大学連合大学院学校教育学研究科
- (26)益田裕充(2008)「科学部生徒の探究活動に関する事例的研究」日本科学教育学会『科学教育研究』Vol.31,No4
- (27)益田裕充(2008)「大規模地震に直面した中学生の実態と地震体験型学習の展開」日本教材学会『教材学研究』Vol.19
- (28)益田裕充(2008)「科学的知識の異なる小学校理科支援員の実験・観察時に見られるコミュニケーションの分析」臨床教科教育学会『臨床教科教育学会誌』8第8巻,第2号
- (29)益田裕充(2008)「理科授業における推論過程の分析とその背景となる教師の価値観の考察」群馬大学教育学部学校臨床総合センター紀要
- (30)益田裕充(2008)「理科授業者の育成をめぐる諸課題」群馬大学教科教育学研究第8号
- (31)益田裕充ほか(2008)「「理科授業総合演習」における中学校理科の授業実践」群馬大学教科教育学研究第8号
- (32)益田裕充ほか(2009)「中学校理科指導法Cにおける学部・附属中学校が連携した理科授業－学部2年次の理科授業力育成の観点から－」群馬大学教育学部学部附属共同研究報告書
- (33)益田裕充(2009)「理科授業を起点とした学校づくり－子どもの学びを一貫して支援し実効性のある組織に－」日本理科教育学会『理科の教育』Vol.58,No1,通巻678号
- (34)益田裕充(2009)「生物の指標性を教材にした自然環境学習の展開」日本教材学会『教材学研究』Vol.20.3
- (35)益田裕充(2009)「理科支援員の熟達・非熟達に関する事例的研究－理科支援員配置から10ヶ月を追って－」臨床教科教育学会誌2009第9巻第1号
- (36)益田裕充(2009)「発展的な学習内容と推論の相違に基づく子どもの科学的認識の実態」日本理科教育学会Vol.50,No1
- (37)益田裕充ほか(2009)「演繹的推論による授業づくりに関する研究」臨床教科教育学会誌2009第9巻第2号
- (38)益田裕充ほか(2009)「実感を伴った理解を図る授業デザインに関する研究」臨床教科教育学会誌2009第9巻第2号
- (39)益田裕充(2010)「小学校理科支援員に対する教師の評価と授業支援による子どもへの影響」群馬大学教育学部紀要自然科学編，第58巻
- (40)益田裕充ほか(2010)「演繹的推論に基づく課題解決学習が質量保存の科学的な概念形成に与える影響」日本教材学会『教材学研究』，第21巻
- (41)益田裕充ほか(2010)「根拠をもって予想する活動が子どもの実感を伴った理解に与える影響」日本教材学会『教材学研究』，第2巻
- (42)益田裕充ほか(2010)「モデル実験による視点移動能力育成支援の試み－金星の見え方に関する授業を事例として－」群馬大学教育実践研究，第27号
- (43)益田裕充ほか(2010)「小学校理科の実験結果を大学生はいかに考察するのか－養成教育の学生と教師の学習－」群馬大学教科教育学研究，第9号
- (44)益田裕充ほか(2010)「演繹的に示した一般法則を活用する授業方略が科学的な思考の深化に及ぼす影響」臨床教科教育学会『臨床教科教育学会誌』，第10巻，第1号
- (45)益田裕充ほか(2010)「教師による説明の公準の実態と授業経験による変容－「日の出前」「日の入り後」の扱いを中心に－」臨床教科教育学会『臨床教科教育学会誌』，第10巻，1号
- (46)益田裕充ほか(2010)「消化モデルを生成-評価-修正し科学的な概念に深化させる授業デザイン」臨床教科教育学会『臨床教科教育学会誌』，第10巻，第2号
- (47)益田裕充ほか(2011)「影のでき方に着目した日食のモデル実験授業」群馬大学教育実践研究，第28号
- (48)益田裕充ほか(2011)「受粉と結実をヘチマで学習することによる領域固有性と知的技能の実態」群馬大学教育実践研究，第28号
- (49)益田裕充ほか(2011)「教科書に掲載された動植物の教材史」日本教材学会『教材学研究』，第22巻
- (50)益田裕充ほか(2011)「学びを動機づける理科授業の開発」日本教材学会『教材学研究』，第22巻
- (51)益田裕充ほか(2011)「デジタルコンテンツを融合させた理科授業の検証」群馬大学教科教育学研究，第10号
- (52)益田裕充ほか(2011)「角距離の概念と推論の相違が「月の満ち欠け」の理解に与える影響」日本科学教育学会『科学教育研究』，Vol.35，No.1
- (53)益田裕充ほか(2011)「解決可能な発達水準に到達するためのインタラクションの要素－星座の年周運動における協同的な学びの創造－」臨床教科教育学会『臨床教科教育学会誌』第11巻，第1号
- (54)益田裕充ほか(2011)「教師による「言い換え」が授業の知識協同構成に与える影響」臨床教科教育学会『臨床教科教育学会誌』，第11巻，第2号
- (55)益田裕充ほか(2011)「導入で一般法則を捉えさせることが、子どもの学びに与える影響」臨床教科教育学会『臨床教科教育学会誌』，第11巻，第2号
- (56)益田裕充ほか(2011)「理科授業を苦手とする小学校教師による授業方略の研究－IRF三項連鎖構造を用いた考察の局面の検証を通して－」日本理科教育学会『理科教育学研究』Vol.52，No.2
- (57)益田裕充ほか(2012)「熟達者の理科授業参観が初任者の理科授業に与える影響」群馬大学教育学部紀要人文・社会科学編，第61巻
- (58)益田裕充ほか(2012)「IRF発話連鎖構造分析による理科授業のデザインベース研究－熟達した教師による「ものの重さと体積」の戦略的授業デザイン－」日本理科教育学会『理科教育学研究』Vol.52，No.3
- (59)益田裕充ほか(2012)「実験誤差を分析・解釈させ振り子の概念構築を図る理科授業に関する研究」日本教材学会『教材学研究』，第23巻
- (60)益田裕充ほか(2012)「蒸散概念の実態とその変容に関する研究－概念化シートを教材として用いたカテゴリー化を通して－」日本教材学会『教材学研究』，第23巻
- (61)益田裕充ほか(2012)「理科・算数クロスカリキュラムが物の重さと体積に理解に及ぼす効果」群馬大学教科教育学研究，第11号
- (62)益田裕充ほか(2012)「小学生の電流回路作製時に現れる自己調整する能力と自己調整的な適応に関する研究」日本理科教育学会『理科教育学研究』Vol.53，No.1
- (63)益田裕充ほか(2012)「強い電磁石の条件を関連付けて考察させるための理科授業デザイン」臨床教科教育学会『臨床教科教育学会誌』，第12巻，第2号
- (64)益田裕充ほか(2012)「Little.J.Wの分析的枠組みを用いた授業力の専門的成長に関する実証的研究」，第12巻，第2号
- (65)益田裕充ほか(2012)「教師のリボイシングによる支援的介入が理科授業に与える影響」日本理科教育学会『理科教育学研究』Vol.53，No.2
- (66)益田裕充ほか(2013)「消化・吸収における中学生の科学的概念形成を支援する指導方略に関する実証的研究」群馬大学教育学部紀要自然科学編，第61巻，79-87頁
- (67)益田裕充ほか(2013)「学校経営の基本戦略に関する研究－学び合うミドルリーダーによる学校ビジョン分析を通して－」群馬大学教科教育学研究，第12号，17-26頁
- (68)益田裕充ほか(2013)「認知的葛藤を克服する対話的な授業における教授行動分析－肺胞の概念を構築する理科授業デザインを通して－」臨床教科教育学会『臨床教科教育学会誌』，第13巻，第１号，65-72頁
- (69)益田裕充ほか(2013)「測定誤差の解釈を支援する理科授業デザイン-アクション・リサーチの視点を用いた体系的なアプローチ-」臨床教科教育学会『臨床教科教育学会誌』，第13巻，第１号，73-80頁
- (70)益田裕充ほか(2013)「論理的推論に基づく仮説形成を図る教授方略に関する実証的研究」日本理科教育学会『理科教育学研究』Vol.54，No.1，83-92頁
- (71)益田裕充ほか(2013)「Ｗ型問題解決モデルを用いた科学的リテラシーの育成に関する研究-教師による子どもの科学的能力を形成する支援的な介入の実態-」臨床教科教育学会『臨床教科教育学会誌』,第13巻，第２号
- (72)益田裕充ほか(2013)「理科授業を専門としない初任教師（採用一年次）の理科授業方略に関する研究-IRF三項発話連鎖構造分析による熟達教師との比較を通して-」臨床教科教育学会『臨床教科教育学会誌』,第13巻,第２号

ほか 多数

## 科学研究費補助金
- 1．平成21～23年度 文部科学省科学研究費補助金基盤研究C（研究課題番号21530915）研究代表者
- 2．平成23～26年度 文部科学省科学研究費補助金基盤研究A（研究課題番号23240107）研究分担者
- 3．平成23～25年度 文部科学省科学研究費補助金基盤研究C（研究課題番号23531240）研究分担者
- 4．平成24～25年度 文部科学省科学研究費補助金挑戦的萌芽研究（研究課題番号24653267）研究代表者
- 5．平成25～28年度 文部科学省科学研究費補助金基盤研究B（研究課題番号25282032）研究代表者

## 所属学会
- 日本理科教育学会
  - 日本理科教育学会理科の教育編集委員 平成10年度～平成13年度
  - 日本理科教育学会評議委員 平成20年度～現在
  - 日本理科教育学会役員（会計監査） 平成23年度～現在
  - 日本理科教育学会関東支部長 平成26年度～現在

- 日本科学教育学会
  - 日本科学教育学会北関東支部評議員 平成24年度～現在
- 臨床教科教育学会